# 雲門 (雕塑)
云门（Cloud Gate，因其外形又被俗称为“豆子”（the Bean））是一件由英国艺术家安尼施·卡普爾所设计的公共艺术塑像作品，位于美国伊利诺伊州芝加哥卢普区千禧公园的AT&T广场内，大通长廊（Chase Promenade）与麦考密克中心论坛广场与溜冰场（McCormick Tribune Plaza & Ice Rink）之间，建造于2004年6月至2006年5月。这一作品长20米，宽13米，高10米，拱底最高处距地面约4米，重100吨。云门虽由168块不锈钢板接焊而成，但其表面非常光滑，游客可以在其上看到被反射和扭曲的城市轮廓，但完全观察不到接缝。此外，塑像的底部为会歪曲和重叠影像的凹形空间，被称为“omphalos”（希腊语意为“中央”）。
卡普尔称云门的灵感来自于液态水银，这一作品在设计比赛中被选中，但随即出现了关于其建造、组装及维护方面的诸多技术问题，甚至有观点认为其根本不可能建造出来。虽然经过专家磋商最终给出了解决方案，但塑像并未在预计时间内完成，因而在2004年的千禧公园开幕式中以未完成的形式对公众展现，如今建造完成的作品在美国国内和国际上都有着非常高的知名度。

## 设计
从19世纪中旬开始，位于密西根湖东部和河床西边的格兰特公园成为了芝加哥主要的公园。1997年，芝加哥城市委员会决定在格兰特公园西北方的伊利诺伊中央铁路公司铁路站场和停车场的所在地盖千禧公园。2007年，这个新公园成为芝加哥的第二大景点，排名仅次于海军码头。
1999年，一个由千禧公园工作人员、艺术收藏者、管理人员和建筑师组成的委员会在该公园参观了30位艺术家的作品，并邀请了其中兩位提交计划书。美国艺术家杰夫·昆斯提交了一份关于竪立滑梯塑像的计划书，其设计由玻璃和不锈钢组成，并带有一个90尺高的瞭望台和升降机。可是委员会选择了第二位艺术家的计划书，也就是阿尼什·卡普尔的设计。他的设计为一个以液态水银为灵感的无缝不鏽钢塑像。它的外壳可以映射芝加哥的城市轮廓，但映像会因其椭圆外形而扭曲。每当游客们走过塑像时，他们的映像都会被扭曲，如哈哈镜一样。
塑像的底部是一个反射重叠映像的凹状空间「omphalos」。这个空间的顶尖离地9米高，其拱门能让游客走进塑像。当他们走到塑像外围时，他们又能看到整个艺术品。记者们于公园的开幕周中把「omphalos」形容为「勺形的下腹」。在设计过程中，塑像原为公园东北部分的植物园（Lurie Garden）的中央装饰品，但工作人员认为它对植物园而言实在是太大了，于是决定忽略掉阿尼什·卡普尔的反对，把它放在了AT&T广场。此外，塑像的东西两面会反射斯莫菲-斯通大樓（Smurfit-stone Building）、保德信廣場與Aon中心（Prudential Plaza & Aon Center）和滾石飯店（One Prudential Plaza）等摩天大楼的映像。
阿尼什·卡普尔没有在设计过程中使用电脑畫图。可是电脑建模是分析复杂结构的必需品，因此卡普尔的设计引起了很多忧虑。比如说，热量可能在夏天的时候保持下来使塑像过热，其在冬天的时候則有可能變得过冷，这种极端的气温變化会让塑像的结构变得脆弱。涂鸦、鸟屎和指纹也是潜在问题，因为它们会影响塑像的外表。但最紧迫的问题是为塑像建造一个无缝的外壳，闻名的建筑师諾曼·福斯特曾经一度认为这无法实现。
在塑像完工时，公众和媒体都因其豆子的外形称它为「豆荚」，但阿尼什·卡普尔认为这个外号「非常愚蠢」。塑像在几个月后正式被命名为「云门」。塑像有四分之三的外表反射着天空，它的名字象征着塑像把天空和游客连接在一起的作用。塑像和广场有时候会被一起称为「在AT&T广场上的云门」。「云门」是阿尼什·卡普尔在美国的第一个户外作品。根据金融时报的说法，这亦是其在美国的成名之作。

## 建设和维修

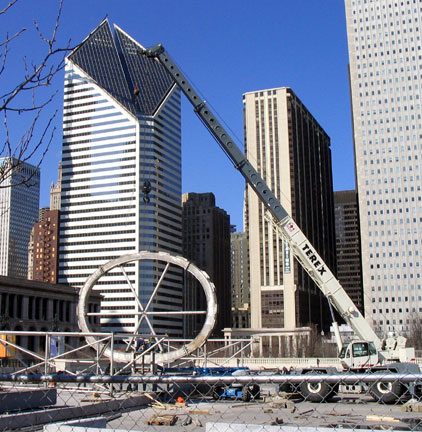
塑像的前两个内部组件被安装在AT&T广场上

英国的工程公司工作室壹（Atelier One）和工程师克里斯·翰兹琼斯提交了塑像的结构设计，性能结构公司（Performance Structures, Inc.）因其无缝建造技术被选为塑像的建造公司，它在工程开始的时候計劃把塑像改小。此外，卡普尔用了一个高密度的聚氨酯模型来设计包括内部组件在内的塑像结构。性能结构公司原本想在加州奥克兰建造并组装塑像，并通过巴拿马运河和圣劳伦斯河海道把它运到芝加哥。但公园的工作人员否决了这计划，因为他们认为这样做的风险很高。他们于是决定用货车来运载嵌镶板，并就地组装。这个工程由MTH实业公司（MTH Industries）负责。
塑像的重量也引起了很多忧虑。比如，估测工程所需不锈钢的厚度就相當困難。最初，「云门」的重量被估测为60吨，但塑像的重量最後达到了接近两倍的110吨。这额外的重量使工程师不得不重新设计塑像的支架。不仅如此，「云门」的所在地，也就是公园餐厅的屋顶，也需要加以改造来承受这等重量。最后，分隔芝加哥梅特拉火车轨道和格兰特公园北部车库的挡土墙承受了塑像一大部分的重量，并成为了餐厅的后墙。此墙和剩下的车库地基在塑像的建造工程中都需要额外的支撑。「云门」的内部结构则由在广场下的侧部杆件以横拉杆固定着。
「云门」的外壳下有几个用来固定塑像的不锈钢组件。工程队伍于2004年把前几个组件（两个304不锈钢钢环）放进了预计位置。這些組件由十字形的管型桁架固定着。它们只在塑像建造阶段中出现，因塑像在完工后不需要任何支架支撑。它们的作用是保证塑像在建造过程中不会因某处负荷过大而形成凹陷，同时还能随着温度的波动而和塑像一同膨胀和收缩。
建筑人员在塑像的内部结构完成后，开始在外壳动工。其外壳由168个不锈钢板组成，每个都有10毫米厚，重450至910公斤不等。设计团队使用了三维建模软件來设计这些钢板。计算机和机器人在这些钢板的成型过程中起了重要的作用，它们操作着滚压机和机器人扫描装置来让钢板成型。建築人員在每个钢板的内侧焊上金属加强剂以增加其强度。此外，整个内部结构和三分之一的钢板都是在奥克兰制成的。在这些钢板接近完成的时候，便被用具有保护作用的白薄膜圍上，由货车送往芝加哥，并在芝加哥的工地上把它们接焊起来，接缝总长达744米。在焊接过程中，焊工用的是孔型焊接器，而不是传统的焊枪。这些钢板都制造得非常精准，因此它们在安装过程中不需要任何剪裁。
建造外壳的工程于2004年6月开始，建造人员特意爲此建了一个巨大的帐篷，以遮盖塑像，避开公众视线。建造外壳的工程从「omphalos」开始，因为其钢板连接着内部不锈钢支撑结构。此外，塑像的外形在其底部安装完成后变得跟墨西哥帽一样。
「云门」的外壳在2004年7月15日的千禧公园开幕礼前完成，但其组装落后于計劃時間。团队也没有在计划时间前完成外壳的磨光工作。千禧公园的工作人员为了让参观者在7月8日的开幕式中见到塑像，于是把它暂时地展示了出来。此举并没有讨到卡普尔的欢心，因为他们让公众看到了塑像未完成的样子。团队原本计划在7月24日把帐篷重新架起来，好让磨光工作进行，但是人们对塑像的赞赏说服了工作人员让塑像在公众视线中多留几个月。帐篷在2005年1月重新架了起来，24位来自国际桥梁、结构、装饰及加固铁协会的工人也开始了塑像的磨光工作。为了打磨和抛光接缝，团队在塑像的四周建了一个6层高的脚手架。在磨光过程中甚至使用了登山绳和登山背带等工具。团队在外壳上部及周边部分完成后再次拆除帐篷。公園也因工人要进行塑像最后部分的磨光工作，于10月3日封锁了「Omphalos」。「云门」的每个接焊都要经过5个阶段才可以制成其跟镜子一样的外表。
| 阶段 | 名字       | 用到的工具                | 砂纸的类型                                     | 功用                                     |
| ---- | ---------- | ------------------------- | ---------------------------------------------- | ---------------------------------------- |
| 一   | 粗切       | 重5磅的4.5吋电磨机        | 四十砂砾                                       | 磨光接焊時出现的接缝                     |
| 二   | 最初的轮廓 | 重15磅的2吋气动砂带磨砂机 | 八十砂砾、一百砂砾和一百二十砂砾               | 让接焊轮廓成形                           |
| 三   | 雕刻       | 重10磅的1吋气动砂带磨砂机 | 八十砂砾、一百二十砂砾、二百四十砂砾和四百砂砾 | 让塑像外形变得平滑                       |
| 四   | 精炼       | 双动拉磨砂机              | 四百砂砾、六百砂砾和八百砂砾                   | 移除在雕刻阶段留下的细小磨痕             |
| 五   | 磨光       | 重10磅的电动抛光轮        | 10磅氧化铁打磨用红铁粉                         | 抛光及磨光外壳，以打造其跟镜子一樣的外表 |

塑像于2005年8月28日彻底完工，并在2006年5月15日正式面世。这塑像最初造價为600万美元，但在公园于2004年开幕时上升至1150万美元，并于2006年的时候變成了2300万美元（此爲其最後造價）。资金中并没有包含任何公共费用，所有资金都来自个人和企业捐款。
云门的下部分每天都由人手清洁2次，而整个塑像则每半年以150升的清洁剂清洗。每日用的清洁剂类似于稳洁（Windex），而半年用的清洁剂则类似于汰渍（Tide）。清洁工作也会在塑像遭到故意毁坏後進行，例如于2009年发生的事件，塑像的东北部分在这次事件中被蚀刻上了2个由英文字母组成的名字。最后这个涂鸦由制造时负责磨光塑像的公司去除了。

## 评价

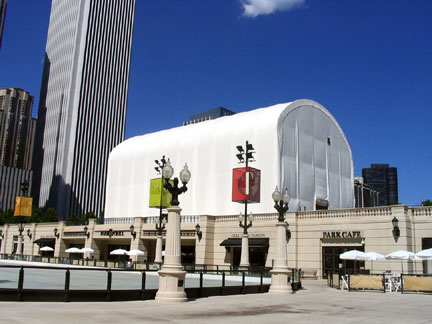
在2004年至2005年期间因磨光工程而架起来的帐篷

芝加哥市长李察·米高·戴利在2006年5月15日把塑像面世那天訂为「云门日」。卡普尔参加了庆祝典礼，爵士乐小号手及领队奥尔博·戴维斯（Orbert Davis）和芝加哥爵士交响乐团並在典礼上演奏了由戴维斯创作的「为云门吹奏（Fanfare for Cloud Gate）」。公众从不一样的出发点看塑像，并亲切地称它为「豆荚」。「雲門」成为了一个很受欢迎的公众艺术品，并成为了明信片、运动衫和海报等纪念品上的必备之物。塑像吸引了很多的市民，以及来自世界各地的游客和艺术爱好者。它是卡普尔众多艺术品中最为人知的一件。
《时代》杂志称该塑像为游客合影留恋的必去之地，作爲一个艺术品来说，这更是一个大師級作品。时代杂志还把该塑像形容爲「游客磁铁」和「非凡的艺术品」，而《今日美国》则認爲其堪称为「抽象派的不朽作品」。芝加哥艺术评论员爱德华·利弗森（Edward Lifson） 认为「云门」是世界上最好的公众艺术品之一。美国焊接工程协会则向MTH实业公司和性能结构公司颁发了「非凡接焊大奖」。时代杂志也把千禧公园命名为2004年十大建筑成就之一，称「云门」是公园里的主要景点之一。
梅特拉的警察在公园于2004年对外开放时，制止了一名正在攝影的芝加哥哥伦比亚学院新闻系的学生（他当时正在做一份以千禧公园为主题的摄影功课），并以担心恐怖活动爲由，没收了他的胶卷。公園因在2005年拒绝了一名没有许可证的专业摄影师入场而引起一些爭議。由于所有艺术品都受到美国版权法的保护，因此卡普尔拥有此塑像的版权。虽然公众被允许自由地为「云门」拍照，但是任何相片的商业性活動都必须先得到卡普尔或芝加哥政府的允许才可以进行。芝加哥政府第一次制订了向照片征收费用的政策，他們計劃向专业摄影师收取每天350美元、专业录像师每天1200美元和婚纱摄影师每小时50美元的费用。但他們后来修改了這些政策，只有需要10人小组和仪器的大型电影、录影和摄影制作團隊才需要缴费。
公园因私人活动而关闭的行为也引起了很多爭議，公园于2005和2006年两年中，几乎都为企业活动关闭了1天。作为公园熱門景点的「雲門」在这两次事件中都成为了焦点。丰田汽车美国销售公司（Toyota Motor Sales USA）在2005年9月8日支付了80万美元以租用包括「云门」在内的景点，其租用时间为早上6点至晚上11点。好事达保险公司（Allstate）则于2006年8月7日支付了70万美元租用公园，这个费用包括了于下午4点后参观公园不同景点及独家使用「云门」的权利。这些公司都不允许游客接近「雲門」，并强迫他们通过别的通道繞過塑像。芝加哥城市委员會其後声称这些资金都会用来支持千禧公园里的免费公众节目。

## 艺术主题

### 与卡普尔有关的主题
阿尼什·卡普尔因设计形状和比例极端的艺术品而得到一定的名譽。他在设计「云门」之前，就已经设计过很多會扭曲映像的藝術品。它们都不會顯示自己的映像。卡普尔这样做可以讓「有限和无限变得含糊不清」。他在2001年设计的艺术品「天空镜」（Sky Mirror）是一个长6米，重10吨的凹形不锈钢镜子，能够反射和扭曲映像。
卡普尔的作品经常以虛無爲主題。这主題是「将漆黑的虚空雕成石片」或「通过作品来反射光線」而得到的。这位印度裔艺术家的作品没有固定的特性，但都具有佛教、印度教、道教以及非三维空间的特色。卡普尔經常以他的作品來探究含糊的主题。他會把观看者放在一个「两者之间」的处境，因爲他经常以一些对立的條件爲主題，例如：「实在與虛無」、「現實與映像」、「肉体与精神」，「静止与超越」，「东方与西方」和「天空与地球」等，但这样做会让「里面与外面」，「表面与隐蔽」和「有意识与无意识」的主题产生冲突。卡普尔也爲參觀者製造了有趣的體驗。如果游客站在正确的位置上，他们的映像就会重叠和扭曲。

### 「云门」的主题
卡普尔有时提起要把任何可以讓參觀者追溯到他踪影的特征从作品中移除掉，他称这些特征为「手的追溯」。他渴望把他的作品做得更像是它们有各自的故事，一些他能透露的故事。对他而言，所有「云门」上的接縫都必需消失，因为这样塑像才像是一件完成品，从而變得「完美」。他企图讓这些接缝消失的想法，与设计傑·普利茲克露天音樂廳 （Jay Pritzker Pavilion）和BP步行桥（BP Pedestrian Bridge）的建筑师弗兰克·盖里的想法刚刚相反，因这位建築師的作品都突出了它們的接缝。塑像像镜子一般的外表也增加了其魅力，让游客想知道这是什么及其來源。
「云门」被称为具有标志性和革新性的作品，它在主题上和很多卡普尔以前的作品有着共通点。塑像的镜子效果让人联想到以前游乐园里的哈哈镜，但这些效果有着更严肃的目的，他们让巨大的「云门」看起来相当轻巧。「云门」被认为是卡普尔最有野心的作品，因为这个镜子形的艺术品结构十分复杂。此外，他希望参观者运用他们的才智和学过的理论来记住他的作品。「云门」通过反射天空、参观者、行人和周围的大厦使参观者每次只能看到局部映像。参观者通过摇摆身体所产生的映像讓「云门」登上更高的层次。这塑像也被称为“一个脱俗和亮丽的形态”。
参观者在走入塑像中央时可以亲密地與它接觸。「Omphalos」是一个「以扭曲形式出现的空间」，讓參觀者出現了固体变成液体的幻覺，这樣的設計也增强了他們的体验。这是卡普尔把空间变得抽象的標誌性作品。它更被称为「一個由多重外表组成的艺术品」。
MTH实业公司的经理娄尔德·塞尔尼（Lou Cerny）称：「如果光线处于正确的状态下，你会看不到塑像的尽头和天空的开端。」塑像通过扭曲附近建筑物的映像来挑战参观者对感知的认识。此外，塑像的东西两面会反射斯莫菲-斯通大楼、保德信广场、Aon中心和滚石饭店等摩天大楼的映像。它也通过改变动作的速度，例如云的速度，来改变参观者对时间的认知。
尽管从传统的角度来看，「云门」不会是具有纪念性的成就，但它为自己确立了一个不朽的地位。这尊塑像因领艺术达到新的层次而得到了一定的声誉。它是「材料的变体」，还含着卡普尔在其1979年到印度旅行的深刻体会。卡普尔在这次旅行后创作了名为「一千个名字」（1000 names）的艺术品，并于25年后创作了「云门」。
卡普尔时常在作品中体现印度教的原则，并说明：「对立的经验为完整的表达留出了空间。」最基本的二元性是“一”，例如印度教的男性生殖器像和女性外阴像，对印度教而言都是非常重要的。而「云门」则以象征阴道和睾丸来代表男女为一体的思想， 因此它象征着男女之间的张力。

## 流行文化
该塑像经常成为电影的背景。其中最有名的就是2006年的好莱坞电影《分手男女》（The Break-Up），电影中有几段因在最开始的时候没有拍到塑像而重新拍摄。此外，它也在《啟動原始碼》（Source Code）的结尾中出现過。导演邓肯·琼斯（Duncan Jones）觉得这塑像代表着电影的主题，所以安排它在电影的开场及结尾中出现。该塑像也成为了2012年电影《誓约》（The Vow）里主角在其下面亲吻时的见证物和美的衬托。
云门也出现在以芝加哥为背景的游戏看门狗中。

## 抄襲事件
卡普爾在2015年表示，將以侵犯著作權之名對中國新疆的一個即將完工的裝置藝術採取法律行動，因為中國的這個球型裝置藝術，與雲門過於相似。被控山寨的裝置藝術，位於新疆維吾爾自治區克拉瑪依的克拉玛依一号井，名為「大油泡」，由不鏽鋼製成的「大油泡」及數個「小油泡」組成，預定8月底前竣工。卡普爾在指控中方山寨其作品的聲明中指出，中國看似允許剽竊他人創意，他認為必須追究到底，把相關負責人送上法庭，同時也呼籲芝加哥市長加入他的聲討行列，「中國政府必須停止這種侵害行為，以及必須全面落實著作權。」據《華爾街日報》報導，新疆旅遊局官員解釋，克拉瑪依的「大小油泡」雕塑，沒有抄襲卡普爾的雲門鋼豆，任何相似之處，只是「純屬巧合」。此外，旅遊局也強調，雖然新疆大小油泡使用的材料與芝加哥雲門鋼豆雷同，但真正形狀、含意都截然不同，官員說，「雲門反映天空，大小油泡反映大地」。

## 外部連結
- （英文）阿尼什·卡普尔网站上对「云门」的简介 （页面存档备份，存于）
- （英文）千禧公园地图
- （英文）云门的照片和介绍
- （英文）Wikimedia上有关「云门」的资源
- （英文）芝加哥论坛报上的存档 （页面存档备份，存于）
- （英文）芝加哥卢普区的地图